# Кобона
Кобо́на — деревня в составе Суховского сельского поселения Кировского района Ленинградской области. В 1941—1943 годах сыграла важнейшую роль в обеспечении связи блокированного Ленинграда с остальной частью СССР.

## История
Впервые упоминается в Писцовой книге Водской пятины 1500 года как деревня Кобона на речке на Кобоне в Пречистенском Городенском погосте Ладожского уезда.
Затем сельцо Рядок Кобона над озером над Ладожским, а в нём храм Никола Чудотворец, упоминается в Городенском погосте в Дозорной книге Водской пятины Корельской половины 1612 года.
В 1726 году через Кобону прошёл Староладожский канал. В Кобоне был пробит промежуточный выход в Ладожское озеро, поставлен шлюз и гавань. С тех пор устье реки Кобоны (Кобонки) называется Кобонским каналом. Судоходство по Староладожскому каналу было открыто в 1730 году, он вошёл в состав Вышневолоцкого водного пути.
В 1732 году Кобона стала владением создателя Ладожского канала, генерал-фельдмаршала графа Миниха, который выстроил здесь деревянный путевой дворец для императрицы Анны Иоанновны. Во время церемониальной поездки на открытие канала в мае 1732 года Анна Иоанновна отдыхала в Кобонском дворце.
В августе 1765 года в Кобоне побывала императрица Екатерина II, но останавливалась она не во дворце, а в каменном караульном доме, который сохранился до наших дней (сейчас в нём располагается база отдыха «Кобона»). В Кобоне она останавливалась и на обратном пути из Новой Ладоги. В июне 1785 года Екатерина снова «имела шествие» по Ладожскому каналу, направляясь из Вышнего Волочка в Санкт-Петербург. В Кобоне «стали суда к берегу», и государыня со свитой обедала.
В 1788 году во владение Кобоной вступил А. И. Мусин-Пушкин — государственный деятель, историк, собиратель российских древностей, открывший и издавший «Слово о полку Игореве». Затем Кобону с 399 душами крестьян унаследовал его сын Иван Алексеевич Мусин-Пушкин, в петербургском доме которого на Караванной улице бывал А. С. Пушкин.
До пожара 1815 года в Кобоне была деревянная пятиглавая, с деревянной колокольней церковь во имя св. Николая, с приделами Петра и Павла.
В 1821 году была выстроена новая, каменная церковь во имя св. Николая, с приделами Петра и Павла и Параскевы Пятницы.
На карте Санкт-Петербургской губернии Ф. Ф. Шуберта 1834 года обозначена деревня Кобона на реке Кабана, состоящая из 82 крестьянских дворов.

КОБАНА — село принадлежит графу Мусину-Пушкину, число жителей по ревизии: 197 м. п., 202 ж. п.

В оном: церковь каменная во имя Святителя Николая Чудотворца. (1838 год)

Согласно картам Ф. Ф. Шуберта 1844 года и С. С. Куторги 1852 года село Кобона состояло из 82 крестьянских дворов.

КОБОНА — село наследников графа Мусина-Пушкина, по просёлочной дороге, число дворов — 50, число душ — 113 м. п. (1856 год)

В 1861 году, когда церковь обветшала и стала тесной, были сняты боковые приделы, а вся церковь была перестроена по проекту архитектора М. А. Щурупова.

КОБОНО — село владельческое при Ладожском канале, озере и реке Кобоне, число дворов — 50, число жителей: 202 м. п., 235 ж. п.

Церковь православная. Обывательская станция. Лесопильный завод. (1862 год)

Согласно карте из «Исторического атласа Санкт-Петербургской Губернии» 1863 года село называлось Кабона, так же как и река, на которой оно располагалась. На его северной и южной окраинах обозначены две церкви.
В начале XIX века Староладожский канал обмелел и уже больше не подходил к остальным звеньям Мариинской водной системы.
В 1866 году было начато рытьё канала ближе к береговой линии Ладожского озера. Новый канал, также проходивший через Кобону, получил название Новоладожский. Как писали епархиальные ведомости: «Село Кобона находится…на Ладожском канале у речки Кобоны, в 150 саженях от Ладожского озера, на ровном болотистом месте».
Судоходство по Староладожскому каналу продолжалось менее интенсивно, и было завершено только к 1940 году. Новоладожский канал судоходен до сих пор.
Сборник Центрального статистического комитета описывал село так:

КОБОНО (КАБОНО) — село бывшее владельческое при реке Кобони и каналах Имп. Пётр I и Имп. Александр II и Ладожском озере, дворов — 77, жителей — 304; волостное правление (до уездного города 60 вёрст), церковь православная, часовня, 6 лавок, постоялый двор. (1885 год)

Согласно материалам по статистике народного хозяйства Новоладожского уезда 1891 года имение при селении Кобона площадью 1443 десятин принадлежало графу И. А. Мусину-Пушкину, имение было приобретено до 1868 года. В имении работал лесопильный завод на 30 рабочих и при нём кузница.
Согласно данным первой переписи населения Российской империи:

КОБОНА — село, православных — 518, мужчин — 222, женщин — 297, обоего пола — 519. (1897 год)

В конце XIX века село административно относилось к Кобонской волости 1-го стана Новоладожского уезда Санкт-Петербургской губернии, в начале XX века — 4-го стана.
По данным «Памятной книжки Санкт-Петербургской губернии» за 1905 год село называлось Кобоно или Кабоно при реке Кабони.
- Кобона, церковь Св. Николая Чудотворца.
Фотография С. Прокудина-Горского.
 1909 год
- Кобона. В правом здании впоследствии располагался музей Дороги жизни.
Фотография С. Прокудина-Горского.
 1909 год
- Тот же ракурс и вид на здание школы в 2021 году. На переднем плане остатки сооружения, которое вместе с каменным мостом, расположенным рядом, составляло «Северный щитовой гранитный водоспуск»

С 1917 по 1923 год село Кобона входило в состав Кобонского сельсовета Кобонской волости Новоладожского уезда.
С 1923 года — в составе Шумской волости Волховского уезда.
Согласно данным переписи населения СССР 1926 года в селе Кобона проживали 530 человек — все русские.
С 1927 года — в составе Мгинского района.
В 1929 году беднейшие крестьяне Кобоны организовали рыболовецкую артель, в ноябре 1930 года они решили организовать рыболовецкий колхоз и назвали его «Тринадцатая годовщина Октября».
По данным 1933 года деревня Кобона являлась административным центром Кобонского сельсовета Мгинского района, в который входили 2 населённых пункта: деревни Кобона и Леднево, общей численностью населения 851 человек.
По данным 1936 года в состав Кобонского сельсовета входили 2 населённых пункта, 145 хозяйств и 2 колхоза.
В 1930-е годы с Никольской церкви были сняты колокола, 1 ноября 1937 года арестовали настоятеля протоиерея Иакова Чулкова (расстрелян 14 декабря), а в 1938 году церковь окончательно закрыли и переоборудовали под склад.
В 1939 году был организован рыболовецкий колхоз «Сиг».
- План села Кобона. 1941 год

Согласно топографической карте РККА 1941 года село насчитывало 107 дворов. В селе находились пристань, почта, церковь и сельсовет.
В годы Великой Отечественной войны — важнейший пункт в системе снабжения Ленинграда во время блокады по Дороге жизни через Ладожское озеро (1941—1943), а также эвакуации жителей города, см. .
С 1960 года — в составе Волховского района.
В 1961 году население деревни Кобона составляло 169 человек.
По данным 1966 года деревня Кобона являлась административным центром Кобонского сельсовета Волховского района.
По данным 1973 года деревня Кобона находилась в подчинении Кобонского сельсовета Волховского района, административным центром сельсовета была деревня Лаврово.
По данным 1990 года деревня Кобона входила в состав Суховского сельсовета Кировского района.
В 1997 году в деревне Кобона Суховской волости проживали 68 человек, в 2002 году — 133 человека (русские — 92 %).
В 2007 году в деревне Кобона Суховского СП — 84 человека.

## География
Деревня расположена в северо-восточной части района на берегу Ладожского озера в устье реки Кобоны (Кобонки), в месте пересечения её со Староладожским и Новоладожским каналами, к востоку от города Кировска и к северу от федеральной автодороги Р21 (E 105) «Кола» (Санкт-Петербург — Петрозаводск — Мурманск).
Через деревню проходит автодорога 41К-123 (Лаврово — Кобона — Сухое). Расстояние до административного центра поселения — деревни Сухое — 12 км.
Расстояние до ближайшей железнодорожной станции Жихарево — 20 км.

## Демография
| 1862 | 1897 | 2007 | 2010 | 2017 |
| ---- | ---- | ---- | ---- | ---- |
| 437  | ↗519 | ↘84  | ↗172 | ↘97  |

## Транспорт
От Санкт-Петербурга до Кобоны можно доехать автобусом № 596К (сезонный), от Войбокало — автобусами № 594 и № 596, от Дусьево — автобусами № 594А и № 596В.

## Дорога жизни
Кобона стала известна в годы Великой Отечественной войны. Здесь проходила знаменитая Дорога жизни, связывавшая блокадный Ленинград с Большой землёй. По Дороге жизни проходила эвакуация населения, фабрик и заводов, подвозились продовольствие, топливо, подкрепления, вооружение и боеприпасы. В навигационные периоды перевозки производились по водной трассе на кораблях Ладожской военной флотилии и судах Северо-Западного речного пароходства из портов Новая Ладога (большая трасса 125 км) и Кобона (малая трасса 35 км) до порта Осиновец; в период ледостава — по ледовой дороге на автомашинах из Кобоны до Ваганова и Коккорева.
Первая колонна из 60 машин с продовольствием ушла из Кобоны по льду Ладожского озера в блокированный Ленинград 23 ноября 1941 года. Зимой 1941—42 года в Ленинград через Кобону было перевезено более 360 тысяч тонн грузов, главным образом продовольствия и боеприпасов, а из Ленинграда было эвакуировано около полумиллиона человек. Летом 1942 года был создан Кобоно-Кареджский порт. К северу от Кобоны было построено восемь пирсов длиной по полкилометра. Сюда подвели временную железнодорожную линию, связывающую Ладожское озеро со станцией Войбокало. От Осиновца до Кобоны работала паромная переправа для транспортировки паровозов и железнодорожных вагонов. По дну Ладожского озера были проложены трубопровод для горючего и подземный кабель для передачи в Ленинград электроэнергии Волховской ГЭС. Зимой 1942—1943 года от Кобоны до Осиновца снова стала действовать автомобильная дорога по льду Ладожского озера.

## Достопримечательности
Наиболее заметная достопримечательность Кобоны — каменная церковь Святителя Николая Чудотворца с колокольней. Во время Великой Отечественной войны она использовалась как временное пристанище для эвакуированных жителей блокадного Ленинграда. Здание церкви как эвакопункт упоминается в стихотворении Александра Городницкого «Неизвестному водителю»:
Глухими ударами била в колеса вода,
Гремели разрывы, калеча усталые уши.
Вращая баранку, он правил упорно туда,
Где старая церковь белела на краешке суши.
После войны церковь не реставрировалась и постепенно обветшала. В 1998 году она была официально возвращена церковной общине, с 2000 года действует как подворье Свято-Троицкого Зеленецкого мужского монастыря. Полностью восстановлена к 2003 году, в том числе и на деньги кобонцев. Уникальность церкви заключается в том, что это церковь-маяк. В XIX веке в крест на колокольне были вмонтированы хрустальные шарики; в них отражалось солнце, и это служило ориентиром для рыбаков.
В деревне есть стела «Кобона», посвящённая Дороге жизни (установлена в 1964 году, архитекторы М. Н. Мейсель, А. А. Яковлев), и памятная табличка, установленная на месте дома, где жил уроженец Кобоны поэт Александр Прокофьев. На табличке, стоящей под берёзами, высечены его строки:
Почти над самым плёсом,
Почти что над волной
Шумят-шумят берёзы,
Посаженные мной.
14 мая 2010 года двухэтажный деревянный дом бывшей школы, где располагались Музей Дороги жизни и Музей Александра Прокофьева, сгорел вместе со всеми экспонатами. Сохранились лишь каменная цокольная часть здания и крыльцо из путиловского известняка со стороны лицевого фасада. Однако к сентябрю 2015 года здание было полностью восстановлено по чертежам оригинала. В отремонтированном здании открылась постоянно действующая выставка, посвящённая Дороге жизни. На реставрацию музея, создание экспозиции и благоустройство было потрачено более 49,3 млн рублей из областного бюджета.
В сентябре 2020 года на территории Музея Дороги жизни был открыт памятник неизвестному водителю, посвящённый водителям, работавшим на Дороге жизни.

## Объекты культурного наследия
Несколько достопримечательностей Кобоны охраняются государством как объекты культурного наследия.
Стела «Кобона», входящая в «Зелёный пояс Славы Ленинграда», является объектом культурного наследия федерального значения.
Объекты культурного наследия регионального значения:
- Памятный знак на месте дома, в котором родился и жил с 1900 по 1913 гг. поэт А. А. Прокофьев;
- Школа, в которой учился в 1908—1913 гг. А. А. Прокофьев;
- Могила А. П. Прокофьева (1873—1924), отца поэта;
- Братское захоронение советских воинов и ленинградцев, погибших в 1941—1943 гг.;
- Братское захоронение воинов-пограничников, погибших в 1941—1943 гг.

Выявленные объекты культурного наследия:
- Никольская церковь;
- Здание бывшего караульного помещения Ладожского канального батальона;
- Гранитный щитовой мост (северный водоспуск).

Кроме того, выявленными объектами культурного наследия являются Староладожский и Новоладожский канал на всём их протяжении.

## Галерея
- Никольская церковь
- Караулка (в настоящее время — база отдыха «Кобона»)
- Остатки старинных надгробий у церкви
- Река Кобонка у пересечения со Староладожским каналом
- Гранитный мост на реке Кобонке
- Место, где находился дом А. А. Прокофьева
- Новоладожский канал в Кобоне
- Восстановленное здание школы (музея)
- Стела «Кобона»
- Полуторка. Экспонат музея под открытом небом на территории деревни

## Фото Прокудина-Горского
В Библиотеке Конгресса США хранятся фотопластины и фотографии, сделанные русским фотографом Сергеем Прокудиным-Горским. Среди них — три снимка, запечатлевшие Кобону такой, какой она была в 1909 году.

## Улицы
Дорога жизни, Набережная реки Кобона, Новоладожский канал 2-я линия, Новоладожский канал 3-я линия, Новоладожский канал 4-я линия, Староладожский канал 1-я линия, Староладожский канал 2-я линия.